# Cydistomyia colasbelcouri
Cydistomyia colasbelcouri är en tvåvingeart som beskrevs av M. Josephine Mackerras och Rageau 1958. Cydistomyia colasbelcouri ingår i släktet Cydistomyia och familjen bromsar. Inga underarter finns listade i Catalogue of Life.